# Gerhard Fischer-Münster
Gerhard Fischer-Münster (* 17. November 1952 in Münster-Sarmsheim bei Bingen) ist ein deutscher Komponist.

## Leben
Gerhard Fischer-Münster wurde in Münster-Sarmsheim als Sohn des Komponisten Theo Fischer geboren. Nach der Schulzeit studierte er Violine, Klarinette und Klavier in Mainz. Seit 1975 lehrt Fischer-Münster als Dozent am Peter-Cornelius-Konservatorium in Mainz Klarinette, Komposition, Klavierimprovisation. Er ist Leiter des Sinfonischen Blasorchesters und des Bläserensembles (beide Ensembles wurden von ihm gegründet). Außerdem wirkt er als Gastdozent an verschiedenen Instituten und Universitäten.
Fischer-Münster konzertiert als Dirigent und Pianist. Er ist Juror bei Musikwettbewerben, Mitarbeiter beim „Lehrplan Klarinette“ des VdM und schrieb eine Musikwissenschaftliche Arbeit über physikalisch-musikalisch-historische Zusammenhänge („Harmonie aus dem Einklang“).

## Werke (Auswahl)
- Sinfonie Nr. 4 „Im Anfang war das Wort“
- Sinfonie Nr. 5 „Connections“ (unter Verwendung „Flucht des Munzur“ von Mikail Aslan)
- Der Herr ist König (Sopran, Chor und Orchester)
- Schizophonie (Geldschein-Sonate für Klavier)
- Haiku-Lieder (Sopran und Orchester) Text: Sigrid Genzken-Dragendorff
- Sinfonische Lieder (Text: Brigitte Pulley-Grein)
- Der Snob von Ascona (Schlagzeugquartett)
- Sinfonische Bilder über Mainz (Orchester)
- Vierhundert Takte Rheinland-Pfalz (Orchester)
- Loquison nach Stefan George „komm in den totgesagten park und schau“
- Personata (Orchester)
- Psychodrom (Orchester)
- Sinfonie Nr. 1 „Drei unsichtbare Selbstportraits“